# La Chapelle-Viel
La Chapelle-Viel is een gemeente in het Franse departement Orne (regio Normandië) en telt 252 inwoners (2005). De plaats maakt deel uit van het arrondissement Mortagne-au-Perche.

## Geografie
De oppervlakte van La Chapelle-Viel bedraagt 11,8 km², de bevolkingsdichtheid is 21,4 inwoners per km².
De onderstaande kaart toont de ligging van La Chapelle-Viel met de belangrijkste infrastructuur en aangrenzende gemeenten.

## Demografie
Onderstaande figuur toont het verloop van het inwonertal (bron: INSEE-tellingen).